# Why Him?
Why Him? is een Amerikaanse komische film uit 2016 van John Hamburg met in de hoofdrollen onder meer James Franco, Bryan Cranston, Megan Mullally en Zoey Deutch.

## Verhaal
Op een dag stelt Stephanie (Zoey Deutch) haar vader Ned (Bryan Cranston), haar moeder Barb (Megan Mullally) en haar jongere broertje Scott (Griffin Gluck) voor aan haar nieuwe vriend Laird (James Franco). Internetondernemer Laird is rijk en beroemd en bedoelt alles goed, maar hij is ook nogal grofgebekt en ordinair en daarom heeft Ned meteen een hekel aan hem. Als Laird onthult dat hij Stephanie over vijf dagen ten huwelijk wil vragen, zet Ned alles op alles om Laird dwars te zitten.

## Rolverdeling
| Acteur                 | Personage         | Opmerkingen                   |
| ---------------------- | ----------------- | ----------------------------- |
| James Franco           | Laird Mayhew      | Stephanies nieuwe vriend      |
| Bryan Cranston         | Ned Fleming       | Stephanies vader              |
| Zoey Deutch            | Stephanie Fleming |                               |
| Megan Mullally         | Barbara Fleming   | Stephanies moeder             |
| Griffin Gluck          | Scott Fleming     | Stephanies 15-jarige broertje |
| Keegan-Michael Key     | Gustav            |                               |
| Cedric the Entertainer | Lou               |                               |
| Adam Devine            |                   |                               |
| Zack Pearlman          |                   |                               |
| Casey Wilson           |                   |                               |
| Elon Musk              | zichzelf          |                               |
| Gene Simmons           | zichzelf          |                               |
| Paul Stanley           | zichzelf          |                               |
| Richard Blais          | zichzelf          |                               |
| Steve Aoki             | zichzelf          |                               |